# مي منسى
مي مَنِسّى (1939) إعلامية، كاتبة، ناقدة فنية وروائية لبنانية.

## سيرتها
ولدت في بيروت عام 1939. حصلت علی دبلوم دراسات عليا في الأدب الفرنسي. بدأت مشوارها المهنية في الصحافة منذ عام 1959 في تلفزيون لبنان، مذيعة ومعدّة برنامجين: نساء اليوم وجرف على طريق الزوال. التحقت في سنة 1969 بجريدة النهار، کناقدة في شؤون الأدب والمسرح والموسيقى. 

هي رئيسة تحرير مجلة جمالك الشهرية التي تصدر في بيروت منذ عام 1986.

## مؤلفاتها
تسع روايات:
- أوراق من دفاتر شجرة رمان، رواية، دار النهار، 1998.
- أوراق من دفاتر سجين، رواية، دار النهار، 2000
- المشهد الأخير، رواية، دار النهار، 2003.
- أنتعل الغبار وأمشي، رواية، 2006؛ دخلت في القائمة النهائية «القصيرة» للجائزة العالمية للرواية العربية لعام 2008, المعروفة بجائزة «بوكر».[8]
- الساعة الرملية، رواية، رياض الريس للنشر، 2008.
- حين يشق الفجر قميصه، رواية، رياض الريس للنشر، 2009.
- ماكنة الخياطة، رواية، رياض الريس للنشر، 2012.
- تماثيل مصدعة، رواية، دار الساقي، 2013.
- قتلت أمي لأحيا، 2017

## وفاتها
توفيت يوم 19 يناير عام 2019 بعد طارئ صحي.

## وصلات خارجية
- صفحة مقالاتها على موقع جريدة النهار